# 潘诵捷
潘诵捷，字平朔，江苏人，清朝政治人物。
贡生出身。光绪二十八年（1902年）至光绪三十年（1904年），擔任利川知县。